# (10024) Marthahazen
(10024) Marthahazen es un asteroide que forma parte del cinturón de asteroides y fue descubierto por el equipo del Observatorio del Harvard College el 10 de marzo de 1980 desde la Estación George R. Agassiz en Harvard (Massachusetts), Estados Unidos.

## Designación y nombre
Marthahazen recibió inicialmente la designación de 1980 EB.
Posteriormente, en 2001, se nombró en honor de la astrónoma estadounidense Martha Hazen.

## Características orbitales
Marthahazen orbita a una distancia media de 2,45 ua del Sol, pudiendo acercarse hasta 2,225 ua y alejarse hasta 2,674 ua. Tiene una excentricidad de 0,09164 y una inclinación orbital de 2,037 grados. Emplea en completar una órbita alrededor del Sol 1400 días. El movimiento de Marthahazen sobre el fondo estelar es de 0,2571 grados por día.

## Características físicas
La magnitud absoluta de Marthahazen es 14 y el periodo de rotación de 3,316 horas.